# Ткачов Кирило Володимирович
Ткачов Кирило Володимирович (2 серпня 1982, Алчевськ) — графічний дизайнер, каліграф, шрифтовий дизайнер, викладач, ілюстратор, артдиректор, засновник міжнародного фестивалю «Простір літер». Учасник та лауреат загальноукраїнських та міжнародних конкурсів та виставок.
Народився в місті Алчевськ Луганської області в родині Ткачова Володимира (вчителя хімії) та Ткачової Людмили (вчительки біології). Батьки познайомилися в студентські роки в Луганську. навчався в школах в Алчевську: № 7 та № 22, та в Луганську в Ліцеї іноземних мов та школі № 57. З 8 по 11 клас регулярно брав участь і здобував призові місця на олімпіадах з біології.
У 1992—1996 навчався у Алчевській художній школі.
З 1995 по 1998 навчався у Алчевській музичній школі за спеціальністю «Ударні інструменти» та «Саксофон».
Вищу освіту здобув в Луганському національному університеті імені Тараса Шевченка за спеціальністю «дизайнер-графік». Отримав ступінь бакалавра (2004), спеціаліста (2005), магістра (2006).
З 2014 року проживає в місті Луцьк.

## Викладацька діяльність
З 2006 по 2015 працював викладачем в Луганському національному університеті імені Тараса Шевченка. Зараз викладає в Projector, KAMA, School of visual communication, «Арт і я».

## Майстер-класи
- 2013 — Мультивариативный леттеринг на основе каллиграфии, Міжнародна конференція «Серебро набора» (Москва)[1];
- 2016 — майстер-клас з каліграфії на фестивалі «Ніч у Луцькому замку»[2];
- 2017 — Сучасна каліграфія: класика, інтерпретація, експеримент[3], Книжковий арсенал (Київ);
- 2018 — Нове життя старих літер[4], Design Village (Івано-Франківськ);
- 2018 — майстер-клас по летерингу в рамках курсу по скоропису в «Арт і я» (Київ);
- 2019 — Typographic Design Intensive в Projector (Київ);
- 2019 — Логотип та його створення: воркшоп Кирила Ткачова в School of visual communication (Київ);
- 2019 — майстер-клас Weekend z Kaligrafią Ukraińską (Варшава);
- 2019 — майстер-клас «Каліграфія, літерація, дизайн» (Єреван);
- 2019 — майстер-клас по летерингу в рамках курсу по скоропису в «Арт і я» (Київ).

## Лекції
- 2010 — Шрифти та ілюстрації в дитячих виданнях, фестиваль каліграфії і шрифта «Рутенія» (Київ)[5];
- 2014 — Леттеринг в книзі[6], Книжковий арсенал (Київ),
- 2015 — Сімейний тандем, Книжковий арсенал (Київ),
- 2015 — лекція на конференції Typolub (Люблін)
- 2015 — лекція в рамках Behance Rivne (Рівне).
- 2015 — Геометрія і варіативність", Зимовий інтенсив у Празькій школі дизайну[7] (Прага, Чехія)
- 2017 — лекція на Міжнародній конференції Type Kyiv (Київ)
- 2017 — Сучасна каліграфія: класика, інтерпретація, експеримент, Книжковий арсенал (Київ),
- 2017 — Інтимне життя українських літер[8], Книжковий арсенал (Київ)
- 2017 — лекція на Міжнародній конференції  Granshan (Єреван)
- 2018 — Коли шрифт переміг логотип, на Міжнародній конференції Design Village (Івано-Франківськ)
- 2018 — Складі проекти та непрості рішення, Ukrainian Design: The very best of  (Київ).
- 2018 — Характер и внешность логотипа, RadSpot #7 — Kirill Tkachov (Одеса)
- 2018 — Роль шрифтів у айдентиці, Туристичний бізнес форум (Запоріжжя)

Каліграфія на стінах:
- 2015 — розпис стін замку Kloster Zscheiplitz (Німеччина)
- 2017 — розпис стін у кафе Marinade (Луцьк)
- 2017 — розпис стін просторі Innerspace

## Innerspace
У 2015 Кирило разом з дружиною Мариною Ткачовою у Луцьку відкрив простір для роботи, творчості та відпочинку Innerspace. В Innerspace проведились виставки робіт, фестивалі, перегляди, презентації. На базі простору також було відкрито Луцьку школу каліграфії. З 2016 по 2017 в Innerspace проводився фестиваль «Простір літер».

## Член журі
2014 — Всеукраїнська бієнале студентського знаку та логотипу
2018 — Міжнародний студентський конкурс шрифтів і каліграфії Pangram

## Найбільш відомі розробки
- 2014 року розробив шрифт Lugatype, присвячений Луганщині, і виклав його у вільний доступ, щоб популяризувати лозунг «Донбас — це Україна» (англ. Donbass is Ukraine)[9][10].
- У 2014 році розробив фірмовий шрифт для туристичного бренду України «It's all about U» (у співпраці з агенцією «Королівські митці»).
- У 2017 році став автором шрифту Lutsk Type для міста Луцьк[11] та разом з Андрієм Шевченком розробив шрифт для Дніпра[12], розробив логотипи для Міністерства освіти та науки України (у співпраці з Projector), Білої Церкви (у співпраці з Galagan)
- 2018 — розробив шрифти для бренду України «Ukraine Now»[5] та мережі магазинів «Comfy»[13] (у співпраці з Banda), оновив логотип рок-фестивалю «Zaxidfest», розробив шрифт та логотип Львівщини (у співпраці з Happy), логотип Укрзалізниці (у співпраці з Galagan), логотип Bukovel (у співпраці з Umbra)
- У 2019 році розробив логотип та шрифт для Міністерства культури України[14](у співпраці з Element Agency), логотип Modern-Expo (у співпраці з Madcats), логотип МОРРІЧСЕРВІС (у співпраці з Dmytro Bulanov creative büro), логотип гурту БУВ'Є.
- У 2023-му розробив шрифтовий логотип для Платформа памʼяті меморіал.

## Конкурси
- 2010 — перемога на Міжнародному фестивалі коміксів «Бумфест» (Санкт-Петербург);
- 2011 — II місце на конкурсі Сучасний діловий український шрифт «Арсенал» (Київ);
- 2012 — переможець в категорії «Логотип» на конкурсі Ukrainian Design: The very best of  (Київ);
- 2013 — фіналіст/переможець в категорії «Постер» на конкурсі Ukrainian Design: The very best of  (Київ);
- 2014 — фіналіст/переможець в категорії «Шрифт» на конкурсі Ukrainian Design: The very best of  (Київ);
- 2015 — фіналіст/переможець в категорії «Дизайн рекламних матеріалів» на конкурсі Ukrainian Design: The very best of(Київ)[15].
- 2018 — фіналіст/переможець в категорії «Шрифт та типографія» на конкурсі Ukrainian Design: The very best of  (Київ)[16].

## Виставки
- 2009 — Міжнародна трієнале экоплакату «4-й Блок» (Харків);
- 2010 — Міжнародний фестиваль коміксів «Бумфест» (Санкт-Петербург);
- 2011 — Міжнародний фестиваль коміксів «Бумфест» (Санкт-Петербург);
- 2011 — Міжнародна трієнале графичного дизайну «Брама Дизайну» (Київ);
- 2012 — виставка графічного дизайну Ukrainian Design: The very best of (Київ);
- 2013 — виставка графічного дизайну Ukrainian Design: The very best of (Київ).
- 2014 — Міжнародна трієнале плакату «Золотая пчела» (Москва);
- 2014 — виставка графічного дизайну Ukrainian Design: The very best of (Київ)
- 2015 — виставка графічного дизайну Ukrainian Design: The very best of (Київ).
- 2015 — виставка каліграфії «Українські літери» (Київ);
- 2016 — виставка в рамках Фестивалю плакатів та типографічного дизайну PLASTER 7 (Торунь)
- 2017 — виставка каліграфії «Живий шрифт», Книжковий арсенал (Київ),;
- 2018 — виставка каліграфії «Вільні літерації», Книжковий арсенал (Київ),;
- 2018 — виставка графічного дизайну Ukrainian Design: The very best of (Київ).

## Інтерв'ю
- 2018 — Platfor.ma
- 2018 — The-Village
- 2018 — Перший. Канал соціальних новин
- 2018 — Telegraph.design

Відео інтерв'ю:
- 2018 — Retailers
- 2018 — Точка G // как зарабатывают в IT
- 2019 — Українське радіо «Голос Києва»
- 2019 — Українське радіо «Голос Києва»